# Elmore (Vermont)
Pour les articles homonymes, voir Elmore.
Elmore est une municipalité (town) américaine de l'État du Vermont, située dans le comté de Lamoille. Lors du recensement de 2020, sa population s'élevait à 886 habitants.

## Géographie
Situé au nord de Montpelier, le territoire d'Elmore forme un quadrilatère de 102,56 km2. Il comprend les localités d'East Elmore et Lake Elmore.
S'étendant sur 89 hectares à l'extrémité nord du territoire de la municipalité, le lac Elmore se déverse dans la rivière Lamoille à travers le ruisseau du même nom. Il est entouré d'un parc naturel de 280 hectares qui accueille des activités de loisir.

### Municipalités limitrophes
|            | Wolcott   | Hardwick |
| Morristown | Elmore    | Woodbury |
| Stowe      | Worcester | Calais   |

## Histoire
La localité est créée en 1780 par la république du Vermont et porte le nom du colonel Samuel Elmore (1720–1805), un des premiers habitants. Elmore fait partie du comté de Lamoille depuis sa création en 1836.

## Politique et administration
La municipalité est administrée par un conseil de trois membres élus (Selectboard) qui est responsable de la conduite générale des affaires locales. Il a pour fonctions de publier les règlements locaux, préparer le budget, superviser toutes les dépenses, gérer les employés municipaux et contrôler les bâtiments et les biens publics. Il est assisté de « justices de paix » élus et d'un administrateur (clerk town), réunis au sein du Conseil de l'autorité civile.